# Trueba (Fluss)
Der Río Trueba ist mit seiner Länge von nur 48 Kilometern ein eher unbedeutender Fluss in der Provinz Burgos in der Autonomen Region Kastilien-León. Er entspringt auf der Südseite des Kantabrischen Küstengebirges und mündet etwa fünf Kilometer südlich der Stadt Medina de Pomar in den Río Nela, der seinerseits von Norden in den Ebro einmündet.

## Orte
Der Río Trueba durchfließt die altkastilischen Kleinstädte Espinosa de los Monteros und Medina de Pomar sowie mehrere Dörfer und Weiler an seinen Ufern.

## Nebenflüsse
links
Río Cerneja, Río Salón
rechts
Río Seco

## Sehenswürdigkeiten
In den altkastilischen Städten Espinosa de los Monteros und Medina de Pomar befinden sich mehrere historische Bauwerke aus der Zeit des 13. bis 16./17. Jahrhunderts.